# 蘿麗塔·李奧納德·蕭

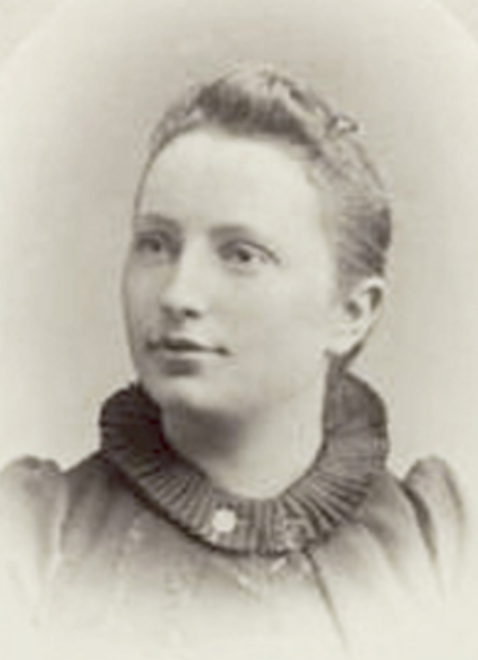
蘿麗塔·李奧納德·蕭

蘿麗塔·李奧納德·蕭（英語：Loretta Leonard Shaw，1872年7月19日－1940年7月29日），加拿大籍傳教士、演說家、作家。隸屬加拿大英國聖公會所屬的傳教士協會。

## 生平[1][2]
1872年7月19日生於加拿大新伯倫瑞克省的聖約翰（Saint John）。父親名為亞瑟·奈維爾·蕭（Arthur Neville Shaw），是馬車製造工人，母親名為瑪格麗特·E·希爾亞德（Margaret E. Hilyard）。
自小在聖約翰長大的她，就讀維多利亞學院，以優越成績畢業。1890年至1984年就讀新伯倫瑞克大學，主修現代語言。在校時期參加校內競賽獲的傑出獎項，畢業時獲頒英法德語文學士學位。1895年她至美國麻塞諸塞州的劍橋教師訓練學校受訓，隔年修畢所有課程，在劍橋當地的文法高中任教，1904年返回聖約翰。
與父母加入的基督教衛理公會不同，1904年她選擇加入加拿大英國聖公會所屬的傳教士協會，同年被派至日本，完成一年的日語語言進修後，擔任大阪波爾女學校的教師（1905年－1919年、1923年－1932年）。
1932年她進入教文館（Christian Literature Society of Japan，「日本基督教興文協會」）的女性部及兒童部，除了出版基督教雜誌外，也將歐美文學作品翻譯成日文出版。1939年她認識了當時已成為兒童文學家及翻譯家的村岡花子，離開日本之前將紅髮安妮的原文書送給花子，作為二人友誼的紀念。
因為戰爭爆發及自身健康狀況不佳的原因，1939年返回加拿大。1940年7月29日因癌症過世，享壽68歲， 長眠於故鄉新伯倫瑞克省聖約翰的芬希爾墓園（Fernhill Cemetery）。她終生未婚。

## 著作[注 3]
- 1922年《轉折中的日本》（Japan in transition）

## 相關電視劇
- 蘿麗塔·李奧納德·蕭為NHK連續電視小說花子與安妮（主演： 吉高由里子）中「史考特老師（Mrs. Scott）」的角色原型，該角色由美國女星漢娜·葛瑞斯（Hannah Grace）飾演。

## 外部連結
- Our Most Popular Biographies－University of Toronto（多倫多大學官方網站） （页面存档备份，存于）